# Airola
Airola is een gemeente in de Italiaanse provincie Benevento (regio Campanië) en telt 7770 inwoners (31-12-2004). De oppervlakte bedraagt 14,5 km², de bevolkingsdichtheid is 538 inwoners per km².

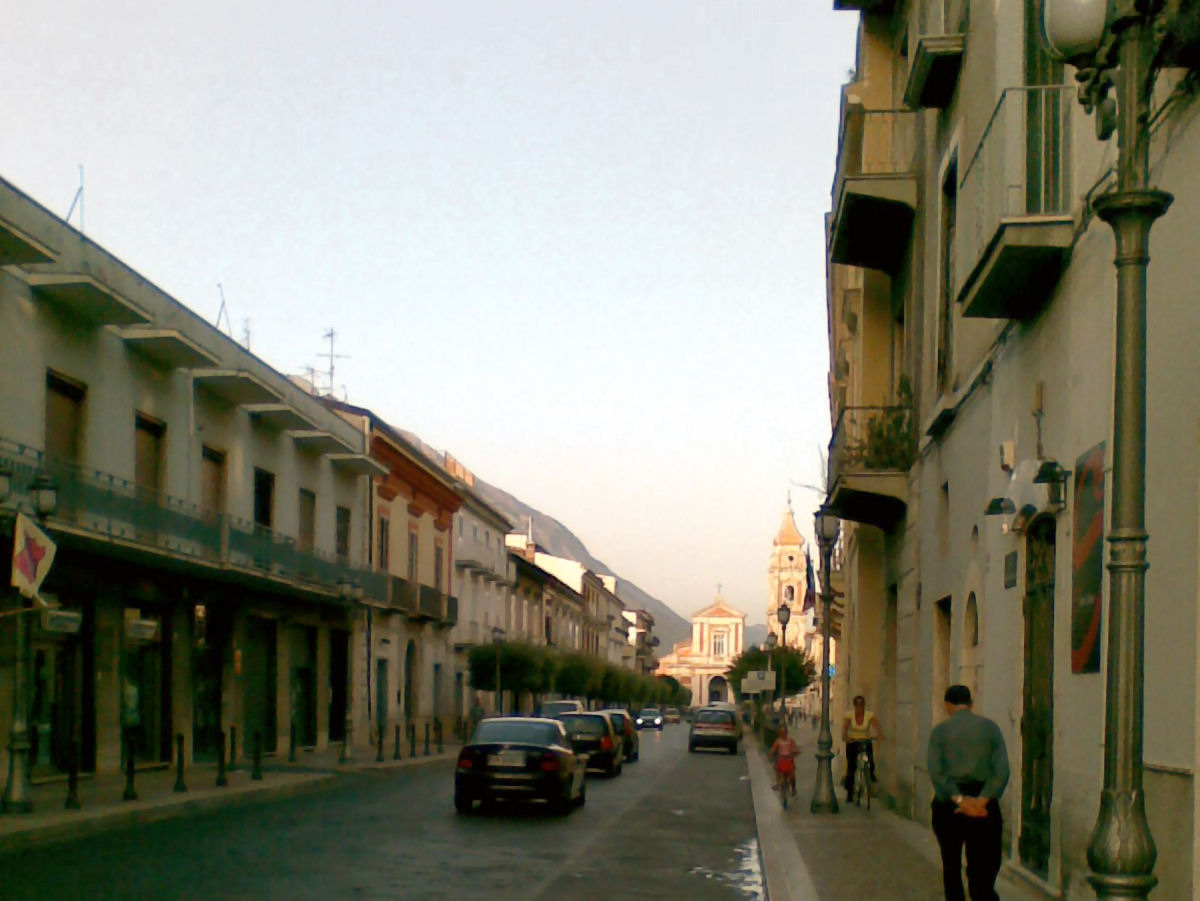
Straat in Airola
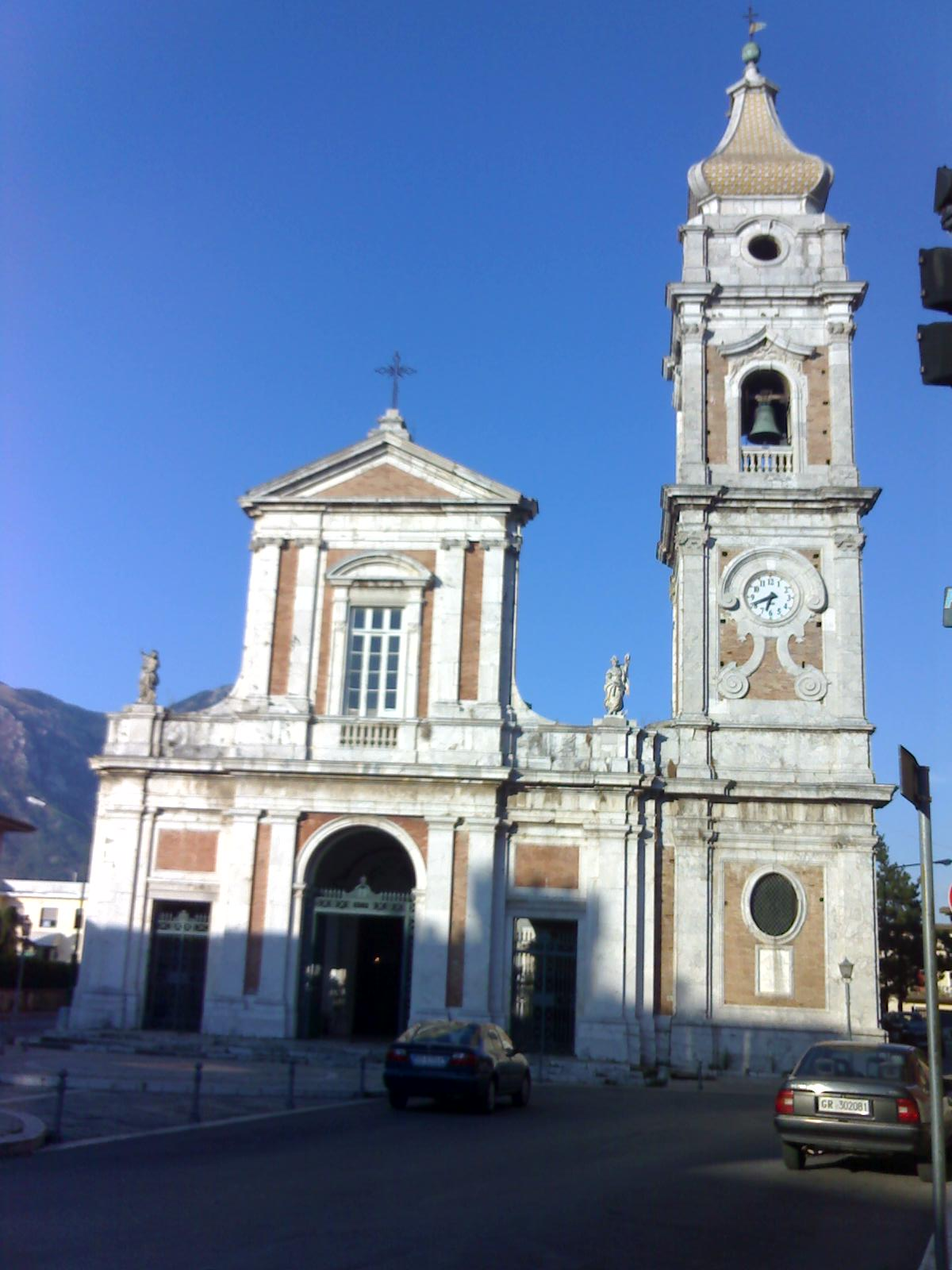
Geboorteaankondigingskerk
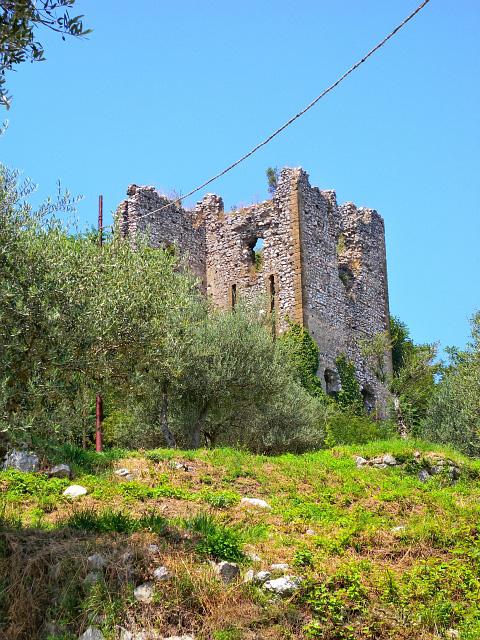
Kasteel van Airola
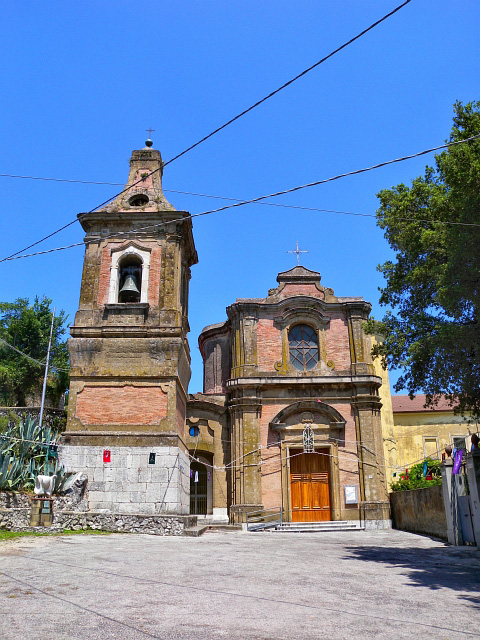
San Gabriele

## Demografie
Airola telt ongeveer 2647 huishoudens. Het aantal inwoners steeg in de periode 1991-2001 met 1,4% volgens cijfers uit de tienjaarlijkse volkstellingen van ISTAT.
| Jaar | Inwoneraantal |
| ---- | ------------- |
| 1991 | 7517          |
| 2001 | 7622          |

## Geografie
De gemeente ligt op ongeveer 270 m boven zeeniveau.
Airola grenst aan de volgende gemeenten: Arpaia, Bonea, Bucciano, Forchia, Moiano, Paolisi, Rotondi (AV).